# Girls (film 1919)
Girls è un film muto del 1919 diretto da Walter Edwards e interpretato da Marguerite Clark, Mary Warren, Helen Chadwick, Harrison Ford.
La sceneggiatura di Clara Beranger e Alice Eyton si basa sull'omonimo lavoro teatrale di Clyde Fitch, andato in scena al Daly's Theatre di Broadway il 23 marzo 1908.

## Trama

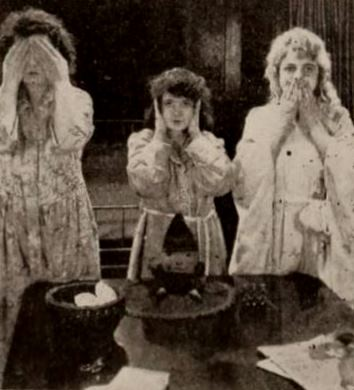
Helene Chadwick, Marguerite Clark e Mary Warren

Rimaste ferite e deluse in amore, Pamela, Violet e Kate hanno finito per odiare il sesso maschile e, sulla porta della loro stanza, hanno piazzato un cartello che annuncia: "Nessun uomo attraverserà mai questa soglia". Un giorno, però, un uomo si introduce nella stanza, in fuga da un marito che crede, erroneamente, che lui gli abbia insidiato la moglie. Edgar, il giovanotto in questione, si innamora di Pamela che lo ha fatto scappare attraverso la finestra che si affaccia sul cortile. Comincia così a corteggiare la ragazza, ma lei, pur se inizia ad ammorbidirsi nei suoi confronti, è restìa a cedere a quel sentimento. Per aiutarla, Edgar le trova - segretamente - un lavoro come segretaria nella sua azienda. Pamela, nel frattempo, scopre che le sue amiche non hanno mantenuto il giuramento di tenersi lontane dagli uomini: Violet si è fidanzata e Kate, addirittura, sposata. Quando Edgar cerca di entrare di nuovo nel suo appartamento usando la finestra sul cortile, Pamela corre in suo aiuto, evitando che il giovane cada e si sfracelli. Poi, ormai conquistata, si arrende finendo tra le sue braccia.

## Produzione
Il film fu prodotto dalla Famous Players-Lasky Corporation.

## Distribuzione
Il copyright del film, richiesto dalla Famous Players-Lasky Corp., fu registrato il 13 giugno 1919 con il numero LP13873.
Distribuito dalla Paramount Pictures, il film uscì nelle sale cinematografiche statunitensi il 29 giugno 1919.
Non si conoscono copie ancora esistenti della pellicola che viene considerata presumibilmente perduta.